# Албрехт од Аустрије
Албрехт од Аустрије (3. август 1817-18. фебруар 1895), аустријски надвојвода и фелдмаршал.

## Биографија
Рођен као члан аустријске царске породице и унук цара Леополда II, од младости се посветио војној служби. У време устанка у Бечу (1848) био је командант корпуса у престоници. Пошто није успео да угуши устанак, повукао се из активне службе. У рату против Италије 1849. био је командант дивизије у биткама код Мортаре и Новаре. После рата био је комадант корпуса у Чешкој, а од 1851. до 1860. био је командант и гувернер у Мађарској. У рату против Италије 1866. био је на челу аустријске Јужне армије која је победила Италијане код Кустоце. У аустријско-пруском рату 1866. после пораза аустријске Северне армије код Кенигреца примио је команду над свим оперативним снагама Аустрије. Од 1869. до краја живота Албрехт је био генерални војни инспектор Аустроугарске, задужен за развој аустроугарске војске.

### Дела
Написао је више књига са војном тематиком, од којих је најзанимљивији есеј о одговорности у рату, објављен у Бечу 1869. године.